# Tropické ovoce

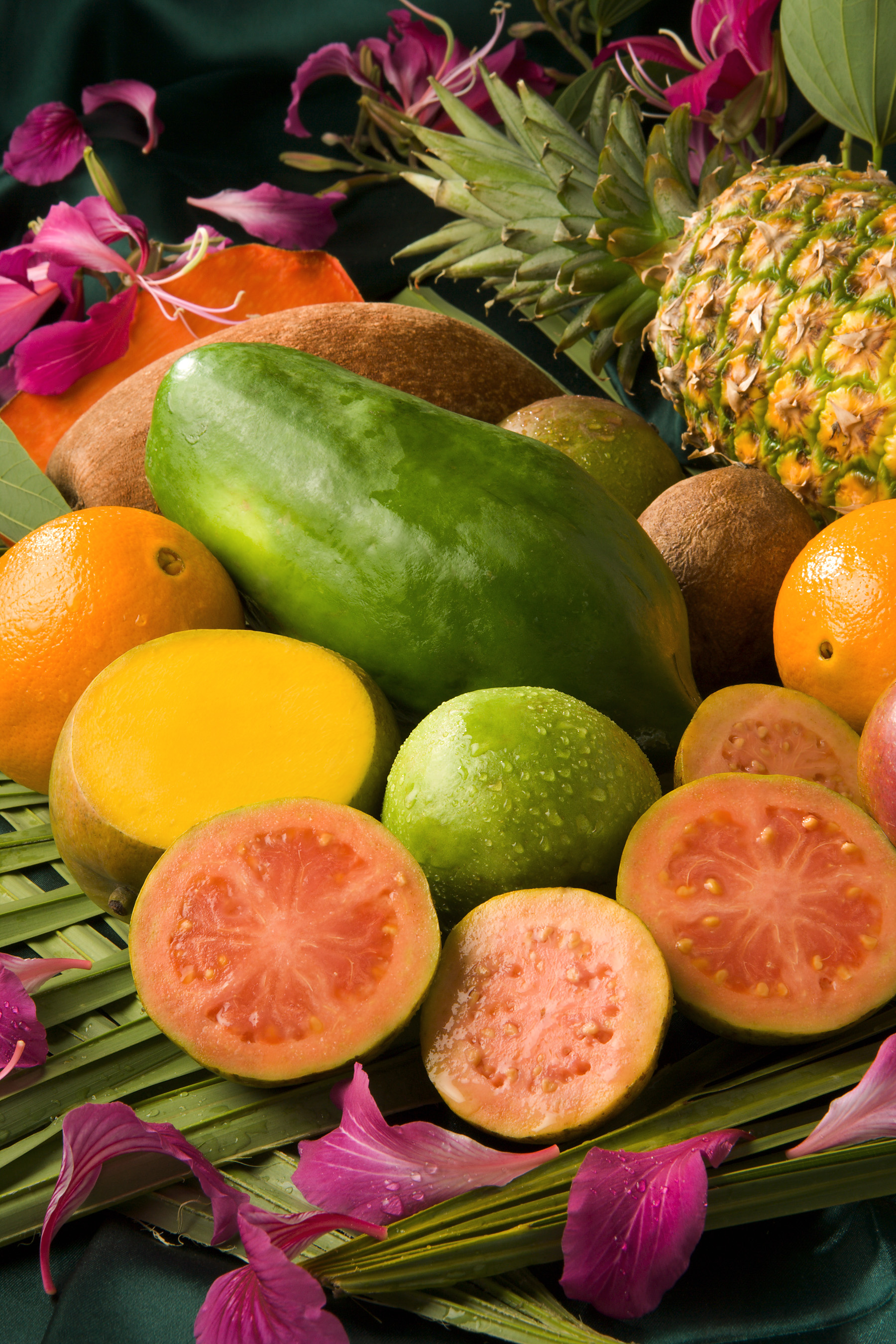
Vybrané druhy tropického ovoce: mamey sapote, mango, pomeranč, papája, ananas a sapodilla

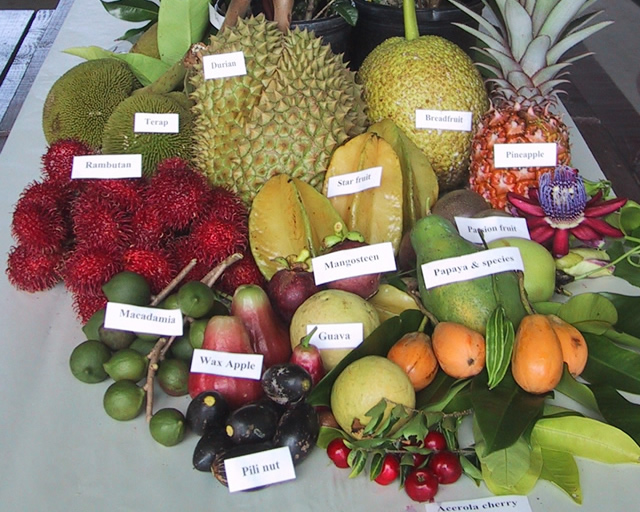
Různé druhy tropického ovoce: chlebovník, durian, karambola, mučenka, papája, kvajáva, acerola, pili ořechy, hřebíčkovec, mangostan, makadamové ořechy a rambutan

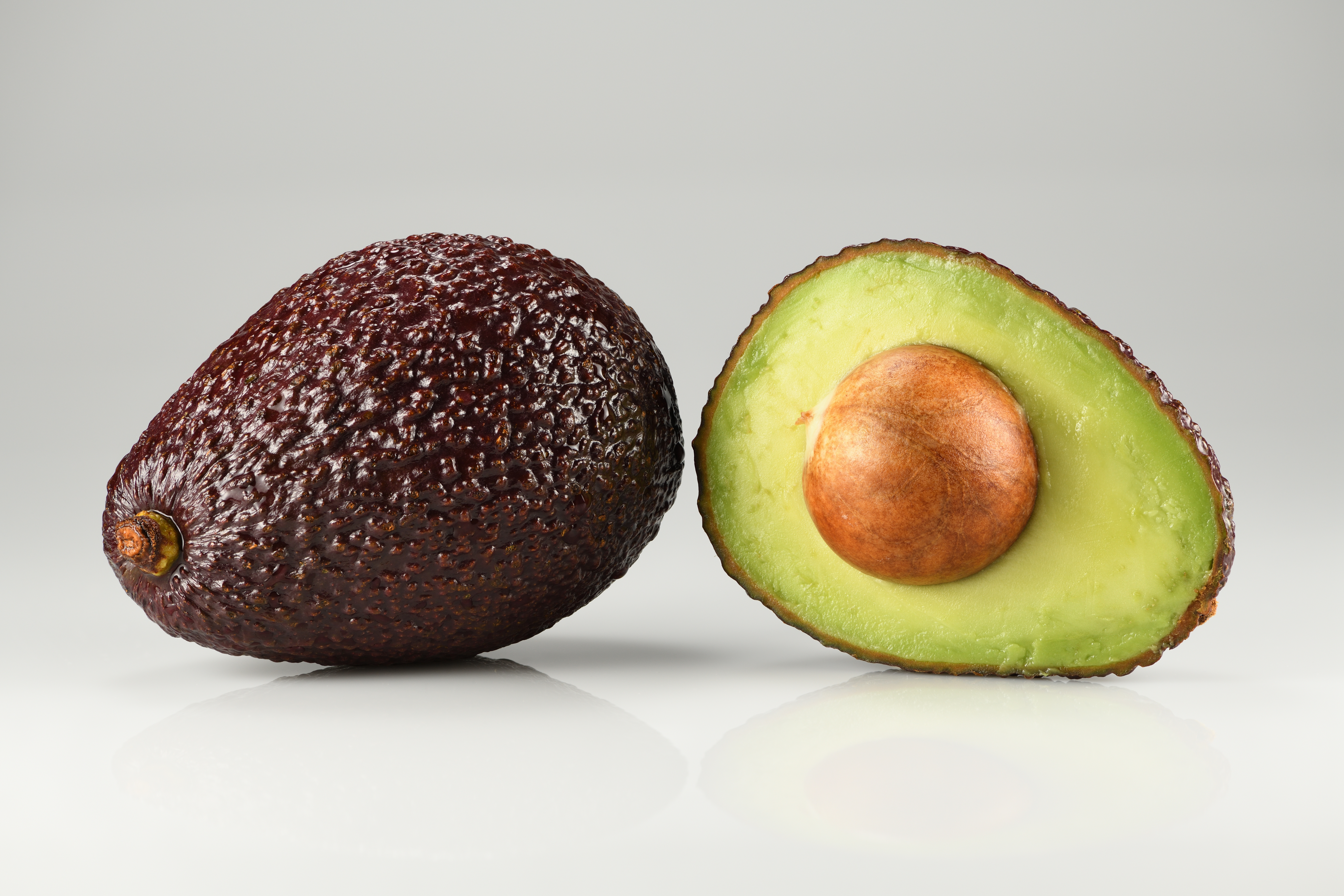
Avokádo

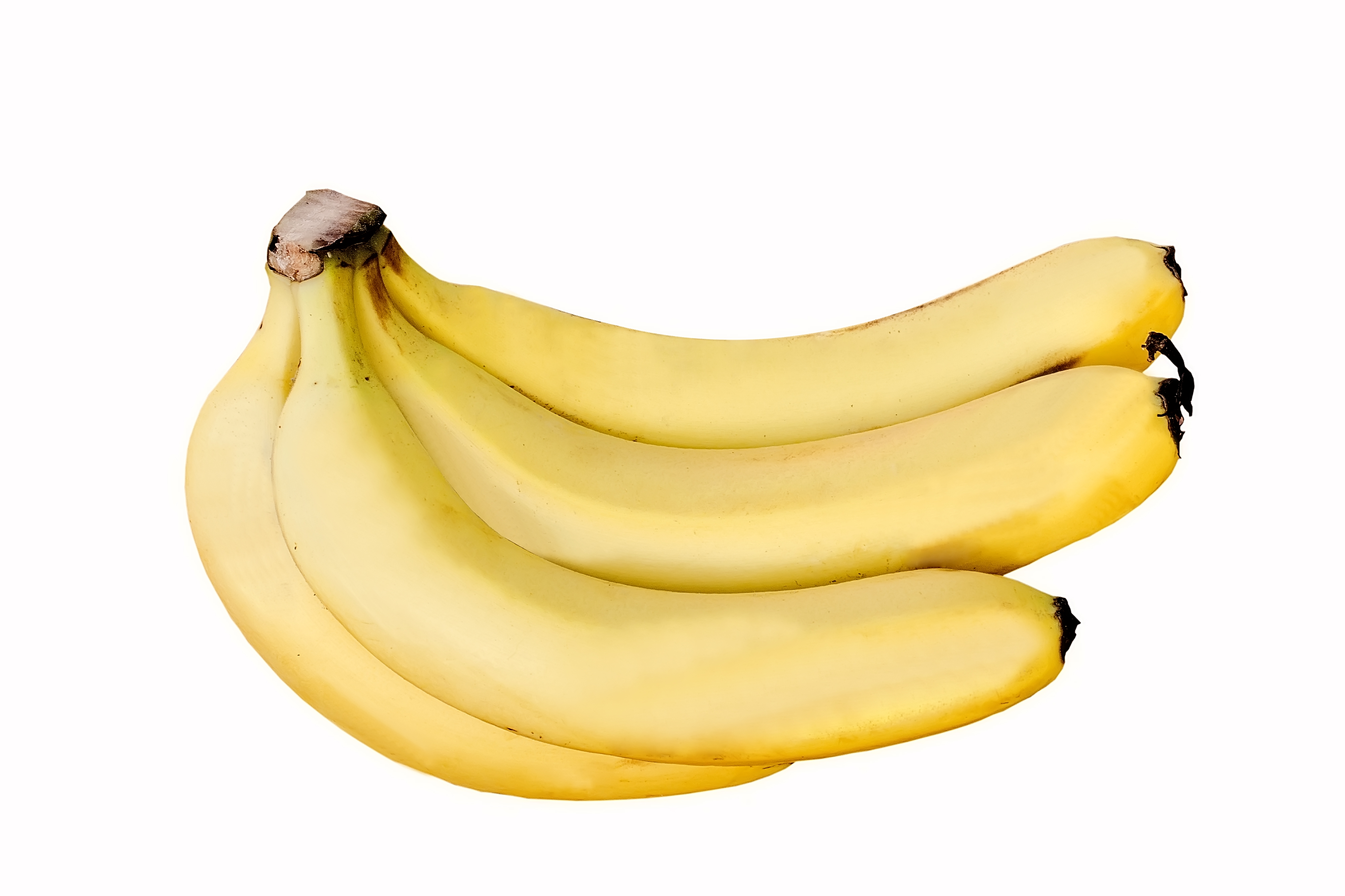
Banán

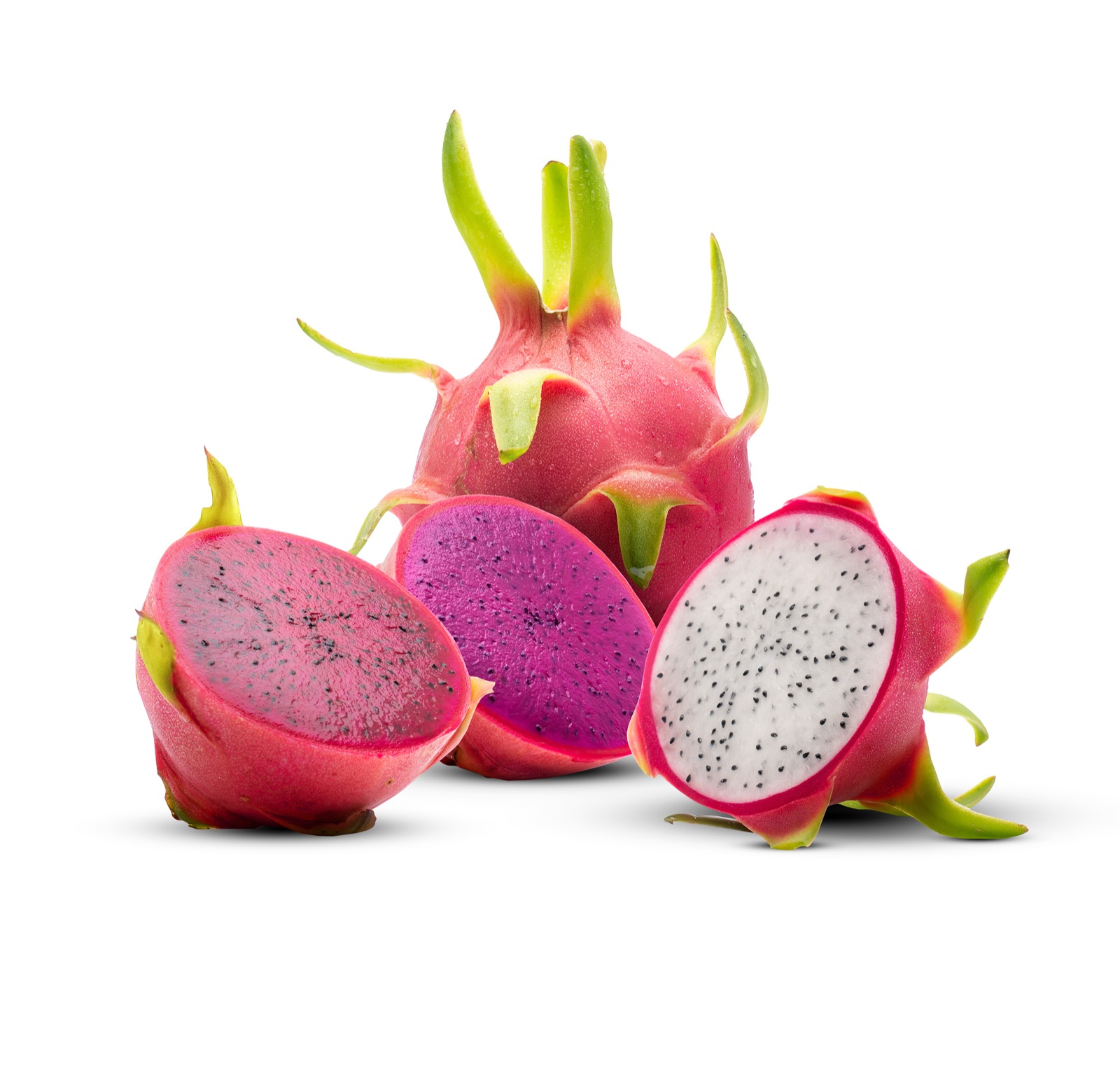
Dračí ovoce

Tropické ovoce je označení pro ovoce pocházející z rostlin rostoucích v tropickém (případně i subtropickém) podnebí, typicky z rostlin, které nejsou schopny přežít teploty blížící se 0 °C. Mezi oblasti, odkud je tropické ovoce exportováno do zbytku světa, patří především Dálný Východ, Latinská Amerika a Karibik, v menší míře pak i Afrika, přičemž v některých státech má produkce tropického ovoce velmi významný podíl na ekonomice (viz termín banánová republika). Mezi nejexportovanější druhy tropického ovoce patří banán, mango, ananas, papája a avokádo. V zemích, kam je tropické ovoce exportováno (například v České republice) je často označováno i jako exotické ovoce.

## Seznam druhů exotického ovoce (výběr)
- Açaí
- Acerola
- Ackee
- Ananas
- Anona
- Avokádo
- Banán
- Cicimek
- Citrón
- Dračí ovoce
- Durian
- Grep
- Hřebíčkovec
- Chlebovník
- Kaki
- Karambola
- Kešu
- Kokos
- Kumquat
- Kvajáva
- Liči
- Limetka
- Longan
- Makadam
- Mamey sapote
- Mango
- Mangostan
- Mandarinka
- Marakuja
- Mombín
- Mořská mandle
- Mučenka
- Para ořechy
- Papája
- Pili
- Pomelo
- Pomeranč
- Plantain
- Rambutan
- Salak
- Sapodilla
- Smuteň
- Tamarind